# Karipuna do Amapá
I Karipuna do Amapá (o anche Crioulo, Karipúna do Uaçá) sono un gruppo etnico del Brasile che ha una popolazione stimata in circa 1.708 individui. Parlano la lingua karipuna (codice ISO 639: KMV) e sono principalmente di fede animista.
Vivono nello Stato brasiliano dell'Amapá, ai confini con la Guyana francese.